# Alban Goodier
Alban Goodier, né le 14 avril 1869 à Great Harwood, Lancashire (Angleterre) et décédé le 13 mars 1939 à Teignmouth (Angleterre), était un prêtre jésuite anglais, professeur et écrivain spirituel. Il fut archevêque de Bombay de 1919 à 1926. 

## Biographie

### Jeunesse et formation
Après des études secondaires au collège de Stonyhurst, Alban Goodier entre au noviciat jésuite de Manresa House (Roehampton), près de Londres, le 7 septembre 1887. En 1891 il obtient son baccalauréat ès Arts à l’université de Londres. Revenu à Stonyhurst pour des études de philosophie (1891-1894) il y dirige par la suite le cours de rhétorique (1894-1900) avec succès. Il se fait remarquer pour le souci qu’il prend de chaque élève quels que soient ses capacités intellectuelles ou son rang social. 
Pour les études de théologie Goodier se trouve à St Beuno’s, au Pays de Galles, de 1900 à 1904. Il y est ordonné prêtre le 20 septembre 1903. Sa formation spirituelle et intellectuelle se termine avec le 'Troisième An' fait à Tronchiennes, en Belgique, de 1904 à 1905.

### Enseignant à Bombay
Goodier était le supérieur des jeunes jésuites de Manresa House (Roehamption) lorsque, inopinément, il est envoyé (août 1914) au collège de Bombay (en), en Inde, en grand besoin de renfort. C’est que la déclaration de guerre a rendu suspects les quelque soixante jésuites allemands de la mission de Bombay, qui furent derechef internés dans des camps de détention. À partir de juin 1915 il est le directeur du collège universitaire de Bombay. Comme professeur de littérature anglaise il a beaucoup de succès. Il entre au sénat de l’université de Bombay. Excellent orateur ses conférences sur le catholicisme – théologie, citoyenneté et laïcat catholique - attirent 600 personnes en 1916.

### Archevêque de Bombay
Il est convoqué en Europe en 1919 pour des affaires concernant la mission en Inde. Au collège de Bombay il est remplacé par le père Ethelbert Blatter. De passage à Rome il y apprend qu’il est nommé archevêque de Bombay, ce qui met fin à une longue et difficile vacance du siège épiscopal (trois ans). La dignité épiscopale lui est conférée le 22 décembre 1919 par le cardinal Francis Bourne, dans la cathédrale de Westminster. 
Goodier est de retour à Bombay le 27 mars 1920. À partir de novembre 1921 les jésuites espagnols (d’Aragon), venant principalement des Philippines (où ils sont remplacés par les américains), prennent progressivement la relève de leurs confrères allemands à Bombay. Le développement de diverses activités et de nouveaux projets apostoliques peut reprendre. Ainsi, à Bombay plusieurs institutions en faveur des femmes : une pédagogie pour étudiantes, un refuge pour femmes en danger (Sainte-Catherine) et un home pour personnes âgées. Toutes sont placées sous la direction de congrégations religieuses féminines. A Ahmedabad une école est confiée au Carmel apostolique, et même à Quetta, au Baloutchistan (Pakistan), un couvent avec école est confiée aux religieuses de la présentation. 
Bon orateur sa présence au congrès marial de Madras (1923) est remarquée.   
En 1924 Goodier est nommé administrateur du diocèse de Poona dont l’évêque Henry Doering, jésuite allemand, ne peut rentrer en Inde: Goodier réside cependant à Bombay.  
Les catholiques portugais (goanais) de Bombay étaient toujours sous la juridiction du diocèse de Daman (suivant le système du ‘Padroado’). Cela créait dans la vie quotidienne des catholiques de Bombay de  fréquents conflits et autres conséquences indésirables. Lors de sa visite ad limina de 1926, à Rome, Goodier insiste sur la nécessité d’y mettre fin. Son prestige personnel comme sa nationalisé (britannique) permet d’entamer une négociation triangulaire Londres-Lisbonne-Saint-Siège qui aboutira au concordat (15 avril 1928) entre le Saint-Siège et le Portugal,  et la fin de la double juridiction.

### Retour en Angleterre
Mais dès avant cela, le 8 septembre 1926, Goodier avait démissionné de son siège de Bombay. Il n’y retournera pas. Nommé évêque titulaire de Hiérapolis-en-Phrygie (de), l’archevêque assista le cardinal Bourne comme évêque auxiliaire de 1930 à 1932. 
Se consacrant ensuite à la prédication il se retire à l’abbaye de moniales bénédictines Sainte-Scholastique, à Teignmouth, dans le Devonshire. De tempérament intellectuel, Goodier prend le temps d’écrire. Il y excelle. Quelques livres de formation spirituelle et aidant à la prière sortent de sa plume : ils ont du succès et sont plusieurs fois réimprimés. 
Mgr Alban Goodier, ancien archevêque de Bombay, meurt d’une angine de poitrine à Teignmouth le 13 mars 1939. Il est enterré au cimetière jésuite de Manresa House, à Roehamption.

## Écrits
- The Meaning of Life and Other Essays, Londres, 1914.
- The School of Love and Other Essays, Bombay, 1918.
- The Public Life of Our Lord Jesus Christ (2 vol.), Londres, 1930.
- Saints for Sinners, Londres, 1930.
- The Inner Life of a Catholic, Londres, 1933.
- The Passion and Death of Our Lord Jesus Christ, Londres, 1933.
- The Life that is Light (3 vol.), Londres, 1935-1942.
- Witnesses to Christ. Studies in the Gospels, Londres, 1938.
- An Introduction to the Study of Ascetical and Mystical Theology, Londres, 1938.